# Buick Riviera
Pour le film croate, voir Buick Riviera (film).
 (juin 2023).
La Buick Riviera est apparue au catalogue de la marque américaine Buick en 1949. L'appellation désigne le modèle « hardtop » (sans montants centraux) de la Roadmaster.
En 1950, l'usage de ce nom s'est étendu aux autres modèles Buick sans montants centraux et à certains modèles Super et Roadmaster 4 portes Sedan.
De 1955 à 1958, le nom Riviera était utilisé pour désigner les modèles 2 et 4 portes hardtop sans montants centraux à l'exception des Century Caballero 1957-1958 qui étaient des break sans montants centraux.
De 1959 à 1962, le nom Riviera a vu son usage réduit à un seul modèle de la gamme Electra 225. C'était le modèle 4 portes "hardtop à six vitres".
En 1963, le nom Riviera faisait son apparition sur la nouvelle "voiture personnelle de luxe" de Buick. Bien que plus petite que les autres gros modèles de Buick, la Riviera partageait sa mécanique et sa suspension avec ceux-ci.
Une nouvelle version « Gran Sport » plus performante de la Riviera apparut en 1965.
En 1966, la Riviera, qui jusque-là n'avait pas de compétiteurs parmi les autres divisions de General Motors, fut redessinée et partageait sa carrosserie avec l'Oldsmobile Toronado. D'un design très différent, la Riviera conserva la propulsion et demeura beaucoup plus populaire que la Toronado. En 1967, la Cadillac Eldorado nouvellement redessinée s'ajouta à la liste des compétiteurs mais comme c'était également une traction, elle compétitionnait davantage avec la Toronado qu'avec la Riviera. La Riviera recevait également un nouveau V8 de 7 litres (430 pouces cubes) qui remplaçait les moteurs V8 401 et 425 pouces cubes dont les origines remontaient à 1953.
En 1970, la carrosserie qui avait subi peu de changements depuis 1966 semblait plus lourde à cause de l'ajout de jupes d'ailes à l'arrière et de modifications à l'avant et l'arrière qui donnaient cette impression. Toutefois, le moteur 430 Buick était élargi à 455 pouces cubes (7.5 litres).
En 1971, la Riviera fut complètement redessinée et sa ligne ne laissait personne indifférent. La caractéristique esthétique la plus audacieuse était le dessin de l'arrière en "pointe de bateau". Les modèles de cette époque sont d'ailleurs surnommés "Boat-tail". Les freins à disques à l'avant qui étaient en option depuis 1967 étaient maintenant standard et la suspension était complètement nouvelle.
En 1974, la carrosserie fut redessinée pour ne pas déplaire à certains acheteurs qui trouvaient le modèle précédent un peu trop excentrique mais les ventes n'ont pas augmenté pour autant. Pour la première fois depuis 1954, le nom Riviera se retrouvait sur une voiture qui avait des montants centraux car toutes les Riviera avaient maintenant des glaces arrière fixes.
La version GS (Gran Sport) a été abolie après 1975 et remplacée par une version S/R qui ne dura qu'un an.
Le modèle 1977 a rapetissé et le moteur 455 Buick qui était standard l'année précédente n'était plus proposé. À la place, le moteur standard était le 350 Buick (5.7litres) et le 403 (6.6L) d'origine Oldsmobile était proposé en option. En 1979, la Riviera est devenue une traction elle aussi. Un modèle plus sportif était proposé à nouveau et appelé S/Type. Pour la première fois, la Riviera était disponible avec un moteur V6 Buick 3.8 litres turbocompressé qui était standard sur la S/Type alors que les autres modèles recevaient un V8 350 Oldsmobile différent de celui de 1978 qui était fait par Buick.
En 1981, ce modèle a été rebaptisé T/Type.
En 1982, une version décapotable est apparue pour la première fois sur ce modèle.
En 1986, la Riviera nouvellement redessinée n'était disponible qu'avec le V6 3.8 litres Buick (non turbocompressé) et recevait un écran tactile qui servait à commander la radio, la climatisation et d'autres fonctions de l'auto. Cet écran ne fut pas très aimé et disparut sur les modèles 1990.
Après un an d'absence, la Riviera fut réintroduite en 1995 et le nouveau modèle était disponible avec le V6 3.8litres à compresseur provenant du modèle Park Avenue Ultra.
Dans certains marchés, le V6 suralimenté était standard dès 1995 et éventuellement, il fut standard sur toutes les Riviera. La dernière année de production de ce modèle est 1999.

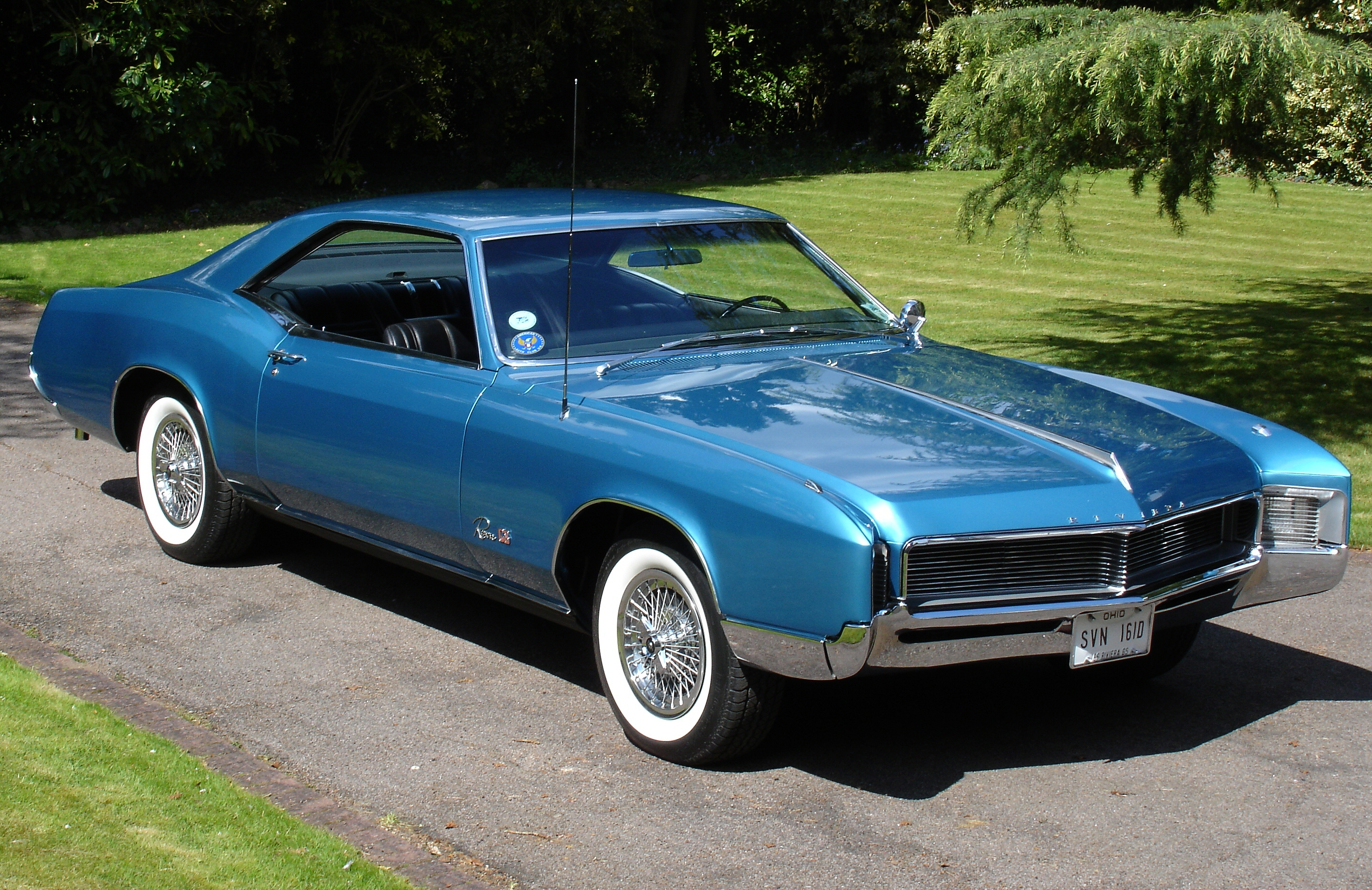
Buick Riviera, 1966.
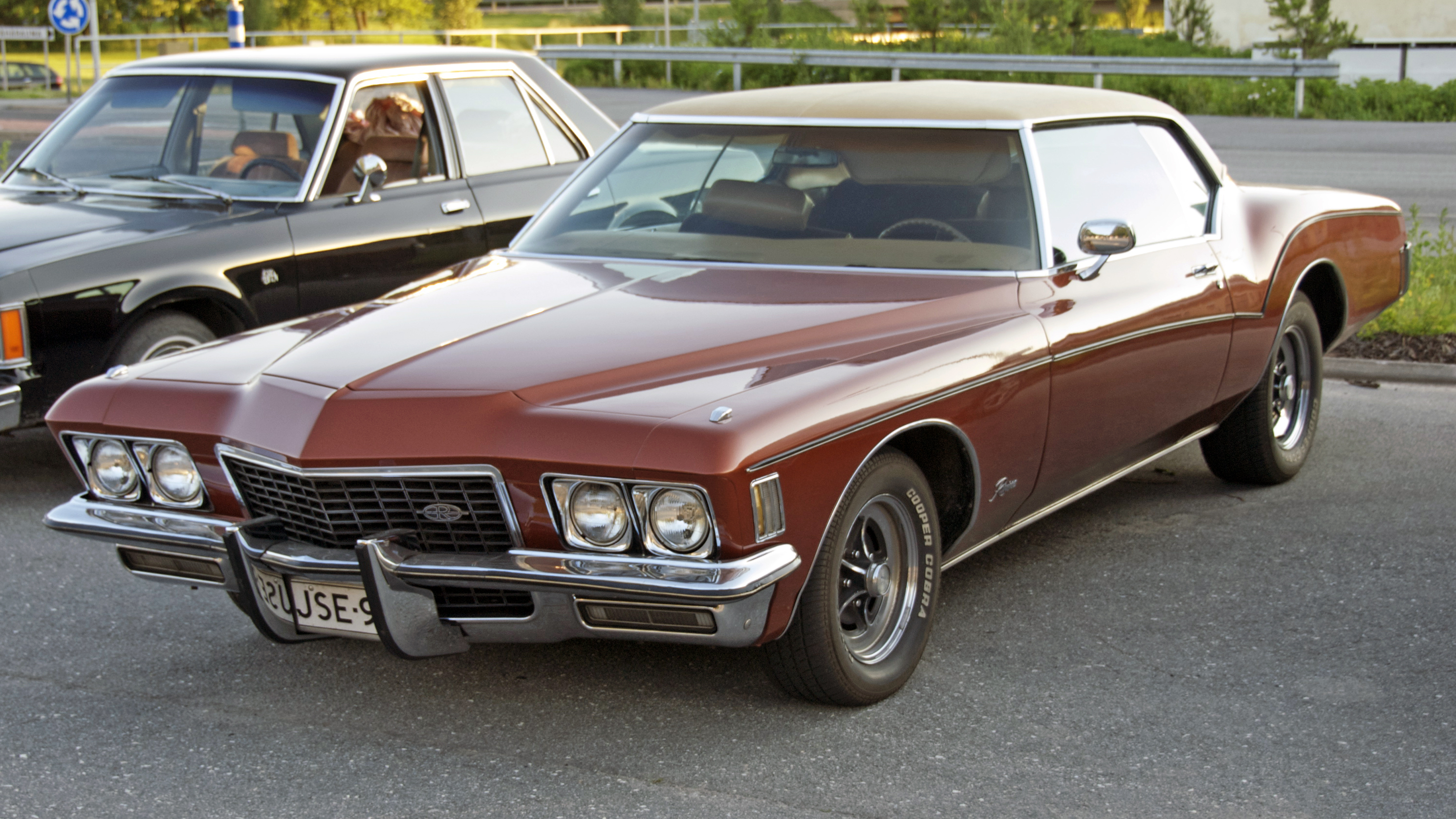
Buick Riviera, 1971.
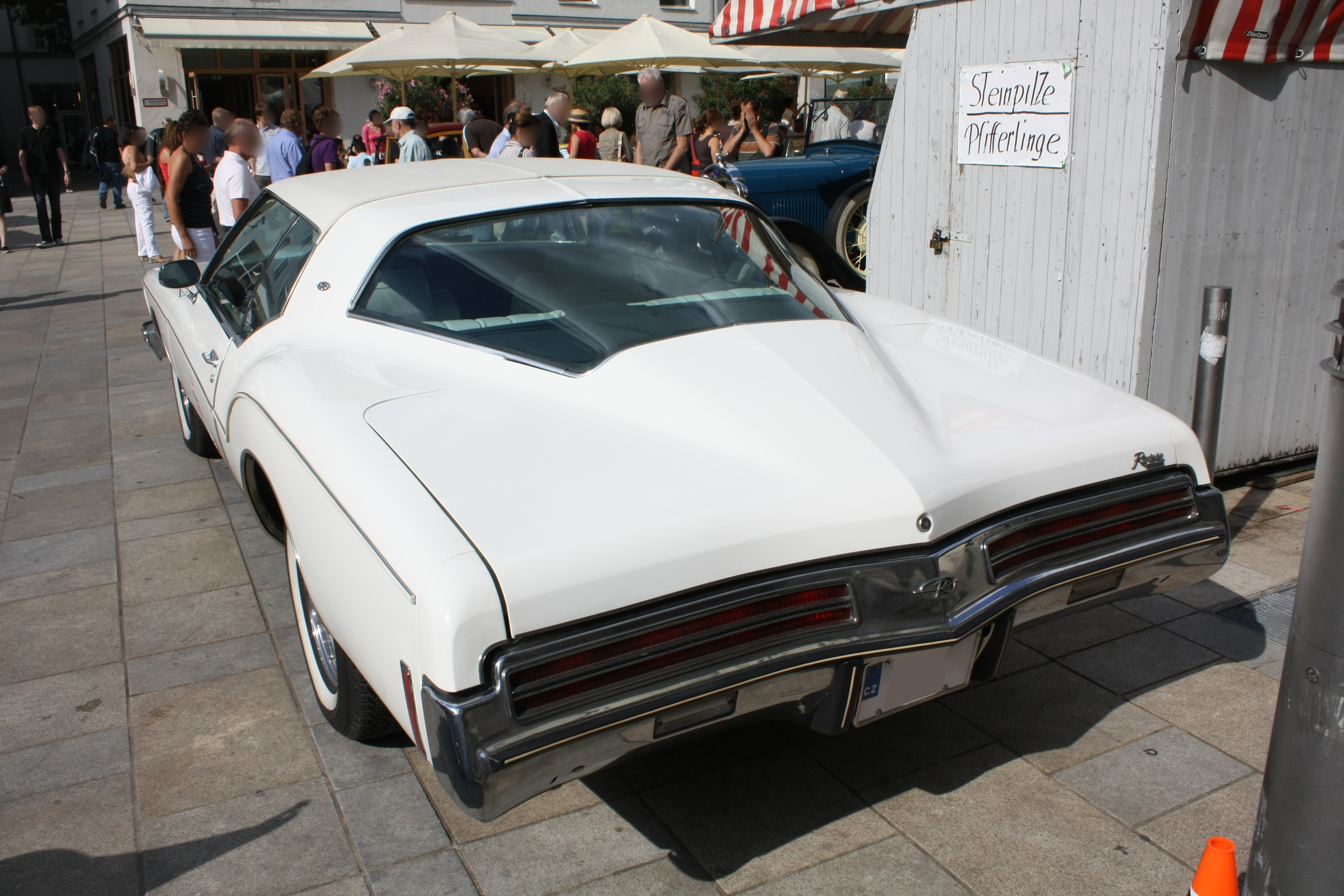
Buick Riviera GS Boat tail.